# Collegio elettorale di Napoli - Secondigliano
Il collegio di Napoli - Secondigliano fu un collegio elettorale uninominale della Repubblica Italiana per l'elezione della Camera dei deputati. Apparteneva alla circoscrizione Campania 1 e fu utilizzato per eleggere un deputato nella XII, XIII e XIV legislatura.
Venne istituito nel 1993 con la cosiddetta Legge Mattarella (Legge n. 277, Nuove norme per l'elezione della Camera dei deputati), attuata in seguito al referendum abrogativo del 1993. La legge istituì per la Camera dei deputati e per il Senato della Repubblica un sistema di elezione misto, in parte maggioritario e in parte proporzionale. Il 75% dei parlamentari dell'assemblea veniva eletto in collegi uninominali tramite sistema maggioritario a turno unico; il restante 25% alla Camera veniva eletto tramite sistema proporzionale con liste bloccate.
Il collegio venne abolito insieme a tutti gli altri che costituivano la Camera con la promulgazione della legge elettorale successiva, la cosiddetta Legge Calderoli. Questa prevedeva un sistema proporzionale con premio di maggioranza, che alla Camera veniva attribuito a livello nazionale.

## Territorio
Il collegio di Napoli - Secondigliano era uno dei 47 collegi uninominali in cui era suddivisa la Campania e, come previsto dal D.Lgs. del 20 dicembre 1993 n. 536, comprendeva parte del comune di Napoli, in particolare i quartieri di Piscinola, Scampia e Secondigliano.

## Eletti
| Elezione | Elezione | Deputato              | Partito                 |
| -------- | -------- | --------------------- | ----------------------- |
|          | 1994     | Umberto Ranieri       | Progressisti (PDS)      |
|          | 1996     | Umberto Ranieri       | L'Ulivo (PDS)           |
|          | 2001     | Marcello Taglialatela | Casa delle Libertà (AN) |

## Dati elettorali

### XII legislatura

#### Risultati proporzionale
| Coalizioni        | Coalizioni                  | Liste                                 | Liste                              | Voti   | %     |
| ----------------- | --------------------------- | ------------------------------------- | ---------------------------------- | ------ | ----- |
|                   | Progressisti                |                                       | Partito Democratico della Sinistra | 17.252 | 27,25 |
|                   | Progressisti                | Rifondazione Comunista                | 5.544                              | 8,76   |       |
|                   | Progressisti                | Federazione dei Verdi                 | 2.000                              | 3,16   |       |
|                   | Progressisti                | Partito Socialista Italiano           | 836                                | 1,32   |       |
|                   | Progressisti                | Alleanza Democratica                  | 514                                | 0,81   |       |
|                   | Progressisti                | Movimento per la Democrazia - La Rete | 464                                | 0,73   |       |
|                   | Progressisti                | Rinascita Socialista                  | 187                                | 0,30   |       |
| Totale coalizione | Totale coalizione           | 26.797                                | 42,33                              |        |       |
|                   | Polo del Buon Governo       |                                       | Forza Italia                       | 15.277 | 24,13 |
|                   | Polo del Buon Governo       | Alleanza Nazionale                    | 11.170                             | 17,64  |       |
| Totale coalizione | Totale coalizione           | 26.447                                | 41,77                              |        |       |
|                   | Patto per l'Italia          |                                       | Partito Popolare Italiano          | 3.197  | 5,05  |
|                   | Patto per l'Italia          | Patto Segni                           | 2.079                              | 3,28   |       |
| Totale coalizione | Totale coalizione           | 5.276                                 | 8,33                               |        |       |
|                   | Lista Pannella              | Lista Pannella                        | Lista Pannella                     | 2.123  | 3,35  |
|                   | Programma Italia            | Programma Italia                      | Programma Italia                   | 1.424  | 2,25  |
|                   | Unione Cristiani Riformisti | Unione Cristiani Riformisti           | Unione Cristiani Riformisti        | 498    | 0,79  |
|                   | L'Arca                      | L'Arca                                | L'Arca                             | 414    | 0,65  |
|                   | Alleanza Meridionale        | Alleanza Meridionale                  | Alleanza Meridionale               | 284    | 0,45  |
|                   | Democrazia e Rinnovamento   | Democrazia e Rinnovamento             | Democrazia e Rinnovamento          | 58     | 0,09  |
| Totale            | Totale                      | Totale                                | Totale                             | 63.321 |       |

#### Risultati uninominale
|                               | Umberto Ranieri ✔️ Eletto | Progressisti                                      | 25 221 | 39,87 |  |  |  |  |  |
|                               | Raffaele Magli            | Polo del Buon Governo (FI - AN - CCD - UDC - PLD) | 25 160 | 39,77 |  |  |  |  |  |
|                               | Pietro Mastranzo          | Patto per l'Italia                                | 5 806  | 9,18  |  |  |  |  |  |
|                               | Vincenzo Russo            | Unione Cristiani e Riformisti                     | 3 486  | 5,51  |  |  |  |  |  |
|                               | Pasquale Di Fenzo         | Lista Marco Pannella - Riformatori                | 2 603  | 4,12  |  |  |  |  |  |
|                               | Arturo Di Mascio          | Alleanza Vesuviana                                | 980    | 1,55  |  |  |  |  |  |
| Totale                        | Totale                    | Totale                                            | 63 256 | 100   |  |  |  |  |  |
|                               |                           |                                                   |        |       |  |  |  |  |  |
| Fonte: Ministero dell'interno |                           |                                                   |        |       |  |  |  |  |  |

### XIII legislatura

#### Risultati proporzionale
| Coalizioni        | Coalizioni                         | Liste                                     | Liste                              | Voti   | %     |
| ----------------- | ---------------------------------- | ----------------------------------------- | ---------------------------------- | ------ | ----- |
|                   | Polo per le Libertà                |                                           | Forza Italia                       | 16.859 | 27,85 |
|                   | Polo per le Libertà                | Alleanza Nazionale                        | 9.318                              | 15,39  |       |
|                   | Polo per le Libertà                | CCD-CDU                                   | 2.401                              | 3,97   |       |
| Totale coalizione | Totale coalizione                  | 28.578                                    | 47,21                              |        |       |
|                   | L'Ulivo                            |                                           | Partito Democratico della Sinistra | 16.243 | 26,83 |
|                   | L'Ulivo                            | Popolari per Prodi (PPI-SVP-PRI-UD-Prodi) | 2.408                              | 3,98   |       |
|                   | L'Ulivo                            | Rinnovamento Italiano                     | 1.678                              | 2,77   |       |
|                   | L'Ulivo                            | Federazione dei Verdi                     | 1.642                              | 2,71   |       |
| Totale coalizione | Totale coalizione                  | 21.971                                    | 36,29                              |        |       |
|                   | Progressisti                       |                                           | Rifondazione Comunista             | 7.549  | 12,47 |
|                   | Lista Pannella - Sgarbi            | Lista Pannella - Sgarbi                   | Lista Pannella - Sgarbi            | 758    | 1,25  |
|                   | Movimento Sociale Fiamma Tricolore | Movimento Sociale Fiamma Tricolore        | Movimento Sociale Fiamma Tricolore | 692    | 1,14  |
|                   | Partito Socialista                 | Partito Socialista                        | Partito Socialista                 | 651    | 1,08  |
|                   | Democrazia Sociale                 | Democrazia Sociale                        | Democrazia Sociale                 | 243    | 0,40  |
|                   | Sviluppo - Legalità                | Sviluppo - Legalità                       | Sviluppo - Legalità                | 100    | 0,17  |
| Totale            | Totale                             | Totale                                    | Totale                             | 60.542 |       |

#### Risultati uninominale
|                               | Umberto Ranieri ✔️ Eletto | L'Ulivo             | 33 593 | 55,50 |  |  |  |  |  |
|                               | Francesco Maione          | Polo per le Libertà | 26 940 | 44,50 |  |  |  |  |  |
| Totale                        | Totale                    | Totale              | 60 533 | 100   |  |  |  |  |  |
|                               |                           |                     |        |       |  |  |  |  |  |
| Fonte: Ministero dell'interno |                           |                     |        |       |  |  |  |  |  |

### XIV legislatura

#### Risultati proporzionale
| Coalizioni        | Coalizioni              | Liste                                 | Liste                   | Voti   | %     |
| ----------------- | ----------------------- | ------------------------------------- | ----------------------- | ------ | ----- |
|                   | Casa delle Libertà      |                                       | Forza Italia            | 20.859 | 37,95 |
|                   | Casa delle Libertà      | Alleanza Nazionale                    | 6.005                   | 10,92  |       |
|                   | Casa delle Libertà      | Nuovo PSI                             | 996                     | 1,81   |       |
|                   | Casa delle Libertà      | CCD-CDU                               | 971                     | 1,77   |       |
| Totale coalizione | Totale coalizione       | 28.831                                | 52,45                   |        |       |
|                   | L'Ulivo                 |                                       | Democratici di Sinistra | 11.844 | 21,55 |
|                   | L'Ulivo                 | La Margherita (Dem - PPI - RI- UDEUR) | 3.283                   | 5,97   |       |
|                   | L'Ulivo                 | Comunisti Italiani                    | 1.693                   | 3,08   |       |
|                   | L'Ulivo                 | Il Girasole (FdV - SDI)               | 1.656                   | 3,01   |       |
| Totale coalizione | Totale coalizione       | 18.476                                | 33,61                   |        |       |
|                   | Rifondazione Comunista  | Rifondazione Comunista                | Rifondazione Comunista  | 3.209  | 5,84  |
|                   | Lista Di Pietro         | Lista Di Pietro                       | Lista Di Pietro         | 1.615  | 2,94  |
|                   | Democrazia Europea      | Democrazia Europea                    | Democrazia Europea      | 1.355  | 2,47  |
|                   | Lista Pannella - Bonino | Lista Pannella - Bonino               | Lista Pannella - Bonino | 752    | 1,37  |
|                   | Fiamma Tricolore        | Fiamma Tricolore                      | Fiamma Tricolore        | 436    | 0,79  |
|                   | Forza Nuova             | Forza Nuova                           | Forza Nuova             | 119    | 0,22  |
|                   | Paese Nuovo             | Paese Nuovo                           | Paese Nuovo             | 96     | 0,17  |
|                   | Abolizione scorporo     | Abolizione scorporo                   | Abolizione scorporo     | 80     | 0,15  |
| Totale            | Totale                  | Totale                                | Totale                  | 54.969 |       |

#### Risultati uninominale
|                               | Marcello Taglialatela ✔️ Eletto | Casa delle Libertà | 25 267 | 46,89 |  |  |  |  |  |
|                               | Uberto Siola                    | L'Ulivo            | 23 661 | 43,91 |  |  |  |  |  |
|                               | Elio Pacifico                   | Democrazia Europea | 2 528  | 4,69  |  |  |  |  |  |
|                               | Roberto Vallefuoco              | Lista Di Pietro    | 2 431  | 4,51  |  |  |  |  |  |
| Totale                        | Totale                          | Totale             | 53 887 | 100   |  |  |  |  |  |
|                               |                                 |                    |        |       |  |  |  |  |  |
| Fonte: Ministero dell'interno |                                 |                    |        |       |  |  |  |  |  |